# Goodenia pumila
Goodenia pumila är en tvåhjärtbladig växtart som beskrevs av Robert Brown. Goodenia pumila ingår i släktet Goodenia och familjen Goodeniaceae. Inga underarter finns listade i Catalogue of Life.